# Сражение под Слупчей
Бой под Слупчей — сражение, произошедшее 27 января (8 февраля) 1863 года между русскими войсками и отрядом польских повстанцев в ходе Январского восстания.

## Предыстория
19-летний Леон Франковский поддержал начало восстания и был назначен Национальным правительством комиссаром Люблинского воеводства. По плану он должен был собрать значительное соединение и занять Люблин.
Но ему удалось объединить под своим началом всего около 100 плохо вооруженных крестьян и студентов и создать из них подобие повстанческого отряда. Поэтому Франковский и не пытался атаковать ни Люблин, как было запланировано, ни даже Коньсковолю, где размещенные русские войска имели намного меньшую численность. 11 (23) января его отряд без боя занял Казимеж-Дольны.
12 (24 января) Франковскому удалось уничтожить незначительный русский отряд под Куровом.
Военного значения стычка не имела. Вскоре повстанцы оказались под угрозой полного окружения регулярными войсками и ушли на юг, а затем перешли Вислу. Отряд разместился в окрестностях Сандомира недалеко от деревни Слупча на границе Люблинского и Свентокшидского воеводств.

## Бой
Узнав о местонахождении отряда Франковского, из Сандомира вышел отряд регулярных войск под командованием подполковника Медникова (200 солдат пехоты и 50 казаков). В пригороде Сандомира Франковский попытался организовать оборону, однако в его отряде из 100 человек было менее 30 штуцеров, поэтому оборона была организована слабо и авангард повстанцев был быстро разгромлен в районе Опатувской Брамы (готическая башня XIV века в пригороде Сандомира). 38 мятежников были убиты, ещё 30 взяты в плен.
Франковский приказал остаткам своего отряда отходить к Слупче, однако регулярные войска начали преследование бегущих мятежников и навязали им бой в районе деревушки Дзикуны, где повстанцы в спешке сумели соорудить несколько баррикад. В ожесточенном бою были убиты ещё 28 мятежников, в том числе заместитель Франковского — Антоний Ждонович, а оставшиеся 4, включая раненого Леона Франковского, взяты в плен.

## После боя
Отряд Леона Франковского, потеряв 66 человек убитыми и 34 ранеными и пленными, полностью перестал существовать. Потери русских регулярных войск составили всего двое убитых и 11 раненых.
Леон Франковский был тяжело ранен и захвачен в плен. Его заместитель Антоний Ждонович погиб на поле боя. Франковский и все пленные были под конвоем доставлены в Люблин, где Леона Франковского признали виновным в государственной измене и приговорили к смертной казни через повешение. Он был публично казнен 4 (16) апреля 1863 года в Люблине. Оставшиеся пленные повстанцы были приговорены к другим различным видам наказаний от тюремных сроков до пожизненных ссылок..